# Dicranomyia ornatipennis
Dicranomyia ornatipennis är en tvåvingeart som först beskrevs av Blanchard 1852.  Dicranomyia ornatipennis ingår i släktet Dicranomyia och familjen småharkrankar. Inga underarter finns listade i Catalogue of Life.